# Tristram (maison d'édition)
Pour les articles homonymes, voir Tristram.
Éditions Tristram est une maison d’édition située à Auch. 

## Histoire
Elle est créée en 1989 par Sylvie Martigny et Jean-Hubert Gailliot qui en assurent la direction. Initialement créée sous la forme d’une association pour publier le CD Le Discours aux animaux de Valère Novarina, elle devient une société en 1995. 

## Catalogue
Elle édite de nouveaux auteurs français et étrangers, ainsi que des classiques proposés dans de nouvelles traductions. Elle publie une dizaine de nouveaux volumes chaque année. 
Le catalogue compte près de cent cinquante titres. Une collection de poche baptisée « Souple » est lancée en 2012.

## Auteurs principaux
- Nina Allan
- Kenneth Anger
- J. G. Ballard
- Lester Bangs
- Mehdi Belhaj Kacem
- Pierre Bourgeade
- Vincent Colonna
- Pavel Hak
- Celia Levi
- Ezra Pound
- Julián Ríos
- Alain-Julien Rudefoucauld
- Arno Schmidt
- Patti Smith
- Laurence Sterne
- Hunter S. Thompson
- Mark Twain
- William T. Vollmann